# Melona
Melóna, tudi dínja (znanstveno ime Cucumis melo), je kulturna rastlina iz družine bučevk s plazečim se steblom, pa tudi njen plod, ki se ga pogosto napačno uvršča med zelenjavo, čeprav gre za sadje.

## Izvor imena
Beseda melona izvira iz latinske besede »melopepo«, ki izhaja iz grške besede μηλοπέπων (mēlopepon).

## Melona kot križanec
Botanično melone spadajo v družino bučevk (Cucurbitaceae), predniki sedanjih kultivarjev pa v tri rodove: Benincasa, Cucumis (kumare) in Citrullus (citrul).

## Opis in izvor
Melona je enoletna rastlina, ki jo gojijo predvsem v toplih krajih. Pri nas jo sadimo v aprilu in maju, plodovi pa dozorijo v avgustu ali septembru. Melone naj bi izvirale iz Afrike in iz Azije, s področja današnjega Irana.
Kljub sladkemu okusu imajo melone le malo kalorij (25–45 kcal na 100 gramov), so pa odličen vir vitamina C, karotena in antioksidantov. Poznamo več vrst melon, prav tako lubenic. Njihova sredica je različnih barv, rdeča je najpogostejša za lubenice, sredice melon pa so vseh odtenkov od bele, temno oranžne do bledo zelene. Skoraj vse so različni kultivarji muškatne melone. 

### Cvet in plod
Rumen ali oranžen cvet je zvončaste oblike. Cvetovi so lahko moški, ženski ali hermafroditni. Melona cveti bujno, razen kadar je lega preveč senčna. Ženske cvetove, iz katerih se razvije plod, oprašijo žuželke in čebele.
Za plod melone, ki je botanično gledano jagoda, je značilna trda lupina, sočna sredica ter semena v sredini ploda, ki je običajno okrogle ali ovalne oblike. Plod večinoma vsebuje vodo in sladkor (fruktoza).

## Gojenje
Temno zeleni listi z nazobčanimi robovi so podobni listom kumare. Steblo je nerazvito, raste upognjeno po tleh, saj je vrsta ovijalke in lahko doseže dolžino tudi do 3 m. Na nekaterih plantažah, kjer melone gojijo za prodajo, zaradi izkoristka rodovitnih tal rastline speljejo po žični mreži in stebrih.

## Nekatere vrste kultivarjev melone
| slika | poimenovanje                                                                   | opis |
| ----- | ------------------------------------------------------------------------------ | --- |
|       | Kantalupska melona tudi »muškatna melona«, »perzijska melona« ali »muskmelona« | Ima mrežasto zeleno in bež lupino ter sladko in kompaktno sredico svetlo oranžne barve. V ZDA in Evropo je prišla iz Azije, ob koncu 19. stoletja. Evropska in severnoameriška kantalupska melona sta okrogli različici melone. Ime je dobila po mestecu Cantalupo v bližini Rima. |
|       | Kanarska melona                                                                | Ima svetlo gladko rumeno lupino, ovalno podolgovato obliko. Sredica je bela, lahko tudi svetlo zelena ali rumenkasta, podobna hruški, vendar bolj sladkega okusa. Ime naj bi dobila, ker rumena lupina spominja na barvo kanarčka. |
|       | Melona Ananas                                                                  | Domneva se, da sorta izvira iz Afrike, v Francijo je prišla leta 1777. Thomas Jefferson naj bi sorto gojil na svojem posestvu Monticello leta 1794. Sorta je bila prvič predstavljena v ameriških katalogih semen leta 1824 in je bila zabeležena v znani knjigi »Zelenjavni vrt« M.M. Vilmorin-Andrieuxa iz leta 1885. |
|       | Medena melona tudi »medena rosa«                                               | Pri nas je ta sorta manj znana. Lupina je sončno rumene ali bledo bele barve in gladka ali brazgotinasto razbrazdana. Sredica je zelenkasta in sladka. |
|       | Korejska melona                                                                | Je ovalne oblike, z globoko enakomerno razporejenimi belimi linearnimi nakazanimi rebri po dolžini vzdolž rumeno-oranžne lupine. Njena prosojno bela sredica z visoko koncentrirano sladkobo ima tri semenske votline. Okus je podoben okusu hruškaste melone ali medene melone, z nežno in čisto aromo. |
|       | Božična melona Piel de Sapo                                                    | Lupina je dokaj robustna, temnozelene barve, s svetlejšimi razpokami, ali svetlozelena, s temnozelenimi pikami. Rebra so rahlo nakazana, vendar je sredica sladka in smetanasto rumena do zelenkasta. Sorta izvira iz Španije, kjer jo imenujejo »Piel de Sapo«. Na plantažah jo gojijo tudi v Kaliforniji in Arizoni, v božičnem času pa so naprodaj tiste iz Južne Amerike.                                                              |
|       | Melona Galia                                                                   | Je pravzaprav križanec kantalupske in medene melone. Okrogla melona ima izrazito mrežasto lupino z rjavorumenimi nitkami. Pri zrelem sadežu se lupina obarva zlato. Dišeča sredica je sočna in je zelene barve. Okus bolj spominja na kantalupsko kot na medeno melono. |
|       | Melona Valencia                                                                | Zimska melona Valencia ima temno zeleno lupino in kremasto belo sredico, ki se dobro obdrži tudi pozimi. Sorto so leta 1830 uvedli ameriški semenarji. Melona Valencia dozori pozno, zato je obiranje malo pred zmrzaljo. Med skladiščenjem se okus in sladkost povečata. |
|       | Melona snežnega leoparda Gaya melon, Ivory Gaya melon                          | Gaya melona, znana tudi kot »snežna melona«, je majhna do srednje velika medena melona, sorta izvira iz Japonske in Koreje, zdaj pa jo gojijo na Kitajskem, v Mehiki, južni Kaliforniji in v Južni Ameriki. |
|       | Lubenica                                                                       | Lubenica (Citrullus lanatus) je ena največjih melon. Lubenice imajo trdo zeleno lupino, ki ima pogosto temno zelene proge. Najpogostejše vrste lubenic so tiste z rdečo ali rožnato obarvano sredico, obstajajo pa tudi sorte z oranžno ali celo rumeno sredico. Večina vrst lubenic ima v mesu veliko semen, obstajajo pa tudi sorte brez njih. V nekaterih primerih lahko lubenice zrastejo tudi od 60 cm v premeru in tehtajo do 23 kg. |